# Alessandro Allori
Alessandro Allori, właśc. Alessandro di Cristofano di Lorenzo Allori (ur. 31 maja 1535 we Florencji, zm. 22 września 1607 tamże) – włoski malarz manierystyczny. Był przybranym synem Agnola Bronzina oraz ojcem Cristofana Alloriego.

## Życiorys
Alessandro Allori urodził się 3 maja 1535 we Florencji. Jego ojciec zajmował się wyrabianiem mieczy. Po śmierci ojca w 1540 opiekunem Alessandra został malarz, Agnolo Bronzino. W 1552 Allori przybrał nazwisko swojego opiekuna jako drugie. Podstaw sztuki malarskiej nauczył się od swego przybranego ojca.
Podczas pobytu w Rzymie w latach 1554–1559 studiował dzieła Michała Anioła. Potem wrócił do Florencji i został nadwornym malarzem rodu Medyceuszy i nauczycielem malarstwa. Jednym z jego uczniów był Cigoli.
W 1570 otrzymał posadę dyrektora florenckiej fabryki gobelinów. Dostawał wiele zleceń z Florencji i spoza niej. W 1577 urodził się jego syn, Cristofano Allori. W 1607 Alessandro zmarł.

## Twórczość malarska
Inspiracją dla jego twórczości były m.in. prace szkoły antwerpskiej. Przez 50 lat, aż do śmierci, artysta tworzył pod wpływem toskańskich nurtów malarskich. W latach 60. XVI w. Allori zbliżył się sposobem malowania do twórczości kontrreformacyjnej. Po 1570 zaczął tworzyć akty.

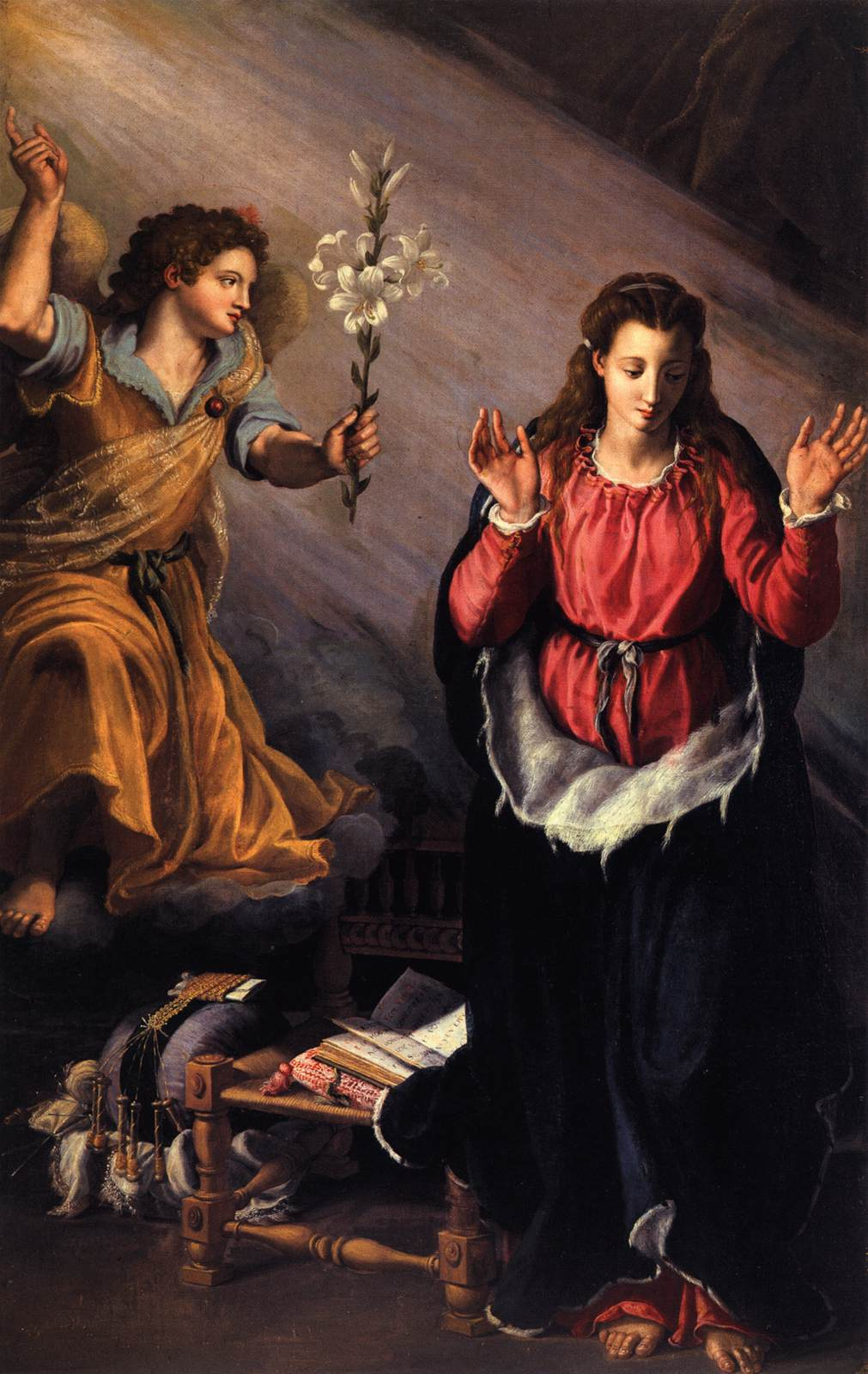
Zwiastowanie

| Tytuł dzieła           | Data powstania | Muzeum                   | Miasto    |
| ---------------------- | -------------- | ------------------------ | --------- |
| Herkules i muzy        | 1568           | Uffizi                   | Florencja |
| Wenus i Kupidyn        | 1570           | Uffizi                   | Florencja |
| Zwiastowanie           | 1579           | Galleria dell' Accademia | Florencja |
| Zuzanna z dwoma panami | 1599           | Musée Magnin             | Londyn    |
| Ofiara Izaaka          | 1602           | Uffizi                   | Florencja |
| Święty Fiakriusz       | 1602           | Kościół św. Ducha        | Florencja |